# Вонтъях
Вонтъях (устар. Вонт-Ях) — река в России, протекает по Нефтеюганскому району Ханты-Мансийского АО Устье реки находится в 174 км по правому берегу реки Большой Салым. Длина реки составляет 13 км.

## Данные водного реестра
По данным государственного водного реестра России относится к Верхнеобскому бассейновому округу, водохозяйственный участок реки — Обь от города Нефтеюганск до впадения реки Иртыш, речной подбассейн реки — Обь ниже Ваха до впадения Иртыша. Речной бассейн реки — (Верхняя) Обь до впадения Иртыша.
Код объекта в государственном водном реестре — 13011100212115200050192.